# Kanotsegling

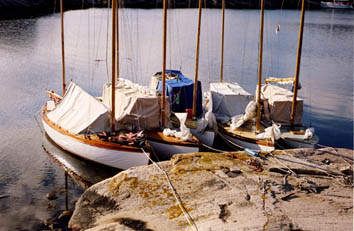
Segelkanoter med bomtält.

Kanotsegling är segling med segelkanot, d.v.s. en mindre centerbordsbåt som har både en förstäv och en akterstäv, (spetsig både fram och bak).
Alla segelkanoter har så kallade hängbrädor där seglaren hänger ut för att väga upp kanoten när det blåser. Trots sin ringa storlek lämpar sig segelkanoten inte bara för kappsegling. Det finns även utrymme för packning och möjlighet att sova bekvämt ombord.
Segelkanoter finns i flera olika klasser, från de minsta juniorbåtarna A- och B-kanot till långfärdsseglare som C-kanot, D-kanot och E-kanot och extrema kappseglingsbåtar som IC-kanot.
Att segla kanot är som att segla jolle samtidigt som man kan ha båten full med utrustning och ge sig ut på långsegling. Det uppfällbara centerbordet gör att man i lugnt väder kan ta sig fram nästan var som helst, även på grunt vatten. Eftersom man befinner sig nära vattenytan kan man spana in bränningarna just i tid för att undvika dem. I hårt väder kan det bli ett äventyr att ta sig över öppet vatten eller att försöka hinna med att läsa sjökortet samtidigt som man måste styra och sköta seglen.
Kanotsegling hade tidigare ett eget specialidrottsförbund, men sedan några år tillbaka tillhör kanotsegling Svenska Kanotförbundet
.

## Historia

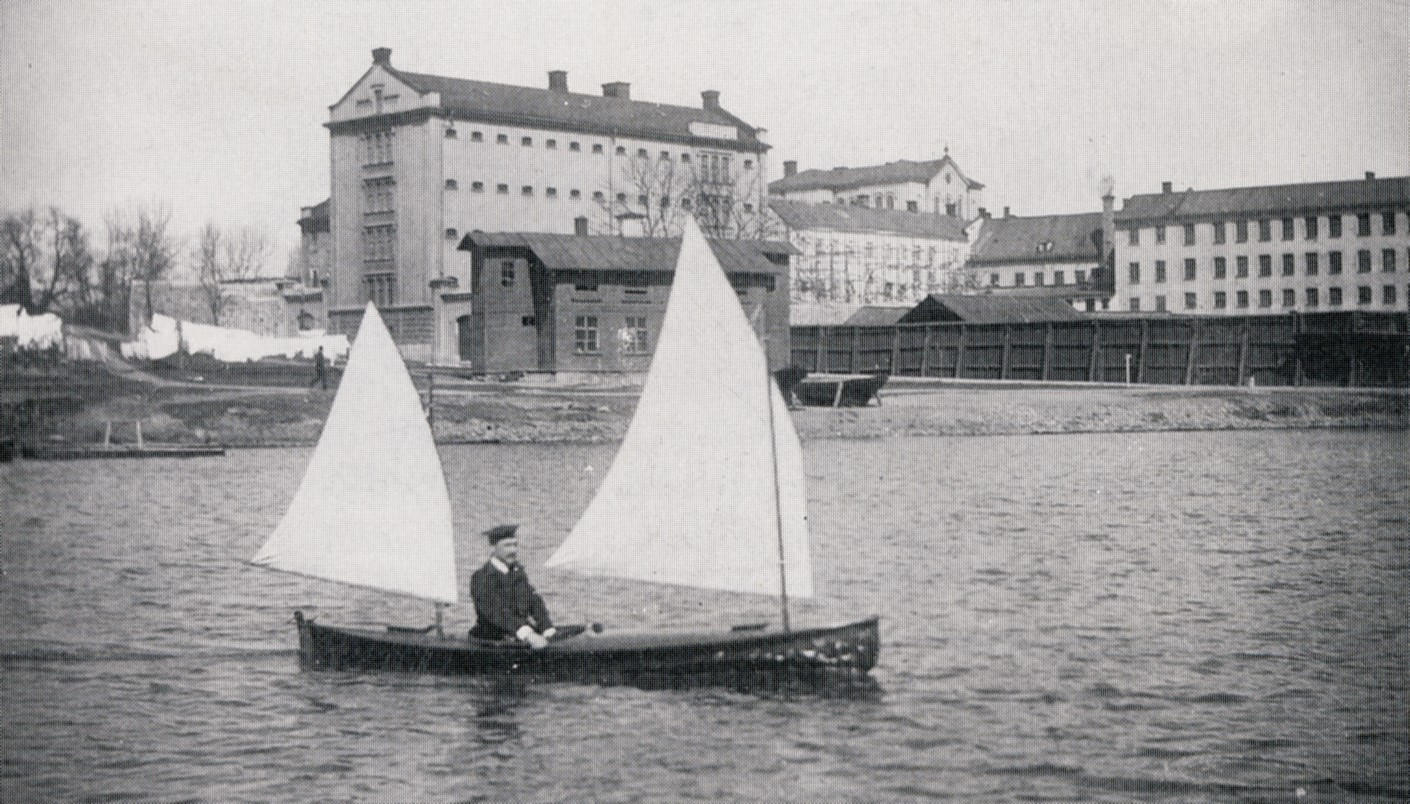
Kanotseglare framför Långholmens centralfängelse 1890

Kanotidrotten i Sverige kan räkna sina anor från omkring 1870 då en skotsk advokat vid namn Mac Gregor gjort färder i sin kanot "Rob Roy" genom Sverige. Snarlika kanoter byggdes sedan i Sverige vilka bäst beskrivs som klink-byggda kajaker konstruerade för att både paddlas och seglas. De var ca. 5 m långa, 1 m breda och hade 9 m² loggertsegel på två master. För att kunna kappsegla skapades klasser med bestämda mått, de första klasserna hette IIIA och IIIB.
C-kanoten blev den direkta efterföljaren till de tidigare kanoterna med en längd på 5,20 m och bredd på 1,30 m, bärandes 10 m² segel fördelat på storsegel och mesan, s.k. kanotrigg. C-kanoten var utan jämförelse den största klassen på kappseglingsbanorna i landet under 50- och 60-talet och många av de moderna segeljollarna kommer ur kanotseglingen. Exempelvis var Rickard Sarby, ett stort namn i kanotsammanhang och hans skapelse, Finnjollen, är i själva verket en avkapad C-kanot.
Då intresset för kappsegling med kanot var stort även utomlands ledde utvecklingen till att den internationella kanoten, nu entypsklassen IC, tog över kappseglandet, med EM och VM. Kappseglarna inom kanotidrotten var långt före sin tid med IC-kanoten och dess föregångare.
Kanoter avsedda för långfärd och kappsegling, vilka då kallades kanotkryssare, indelades i konstruktionsklasser, där C-kanoten var minst. De större segelkanoter, D och E med upp till 6 meters längd, större segelyta och större vikt ansågs som verkligt bekväma långseglare för sin tid. De ännu något längre och större Kanotjakterna, var avsedda för familjesegling och blev aldrig en konstruktionsklass, men bygger alla på kanotens grundidé. 
När plywood kom till förändrades utseendet på de större kanoterna radikalt med skarpa slag och flat botten, vilket gav möjlighet att plana. Sluprigg med högre master anammades. Dessa blev betydligt snabbare än de äldre dukade kanoterna, men mäter fortfarande in under samma klass. Under 70-talet skapades två entypsklasser för ungdomar, A- och B-kanoten.
Om du läser franska finns en del historia på Historique och några gamla bilder